# Castello di Mittertrixen
Il castello di Mittertrixen (in tedesco Schloss Mittertrixen) si trova a Mittertrixen, località di Völkermarkt, comune austriaco dell'omonimo distretto appartenente al Land della Carinzia. La sua storia inizia nel XVI secolo.

## Storia

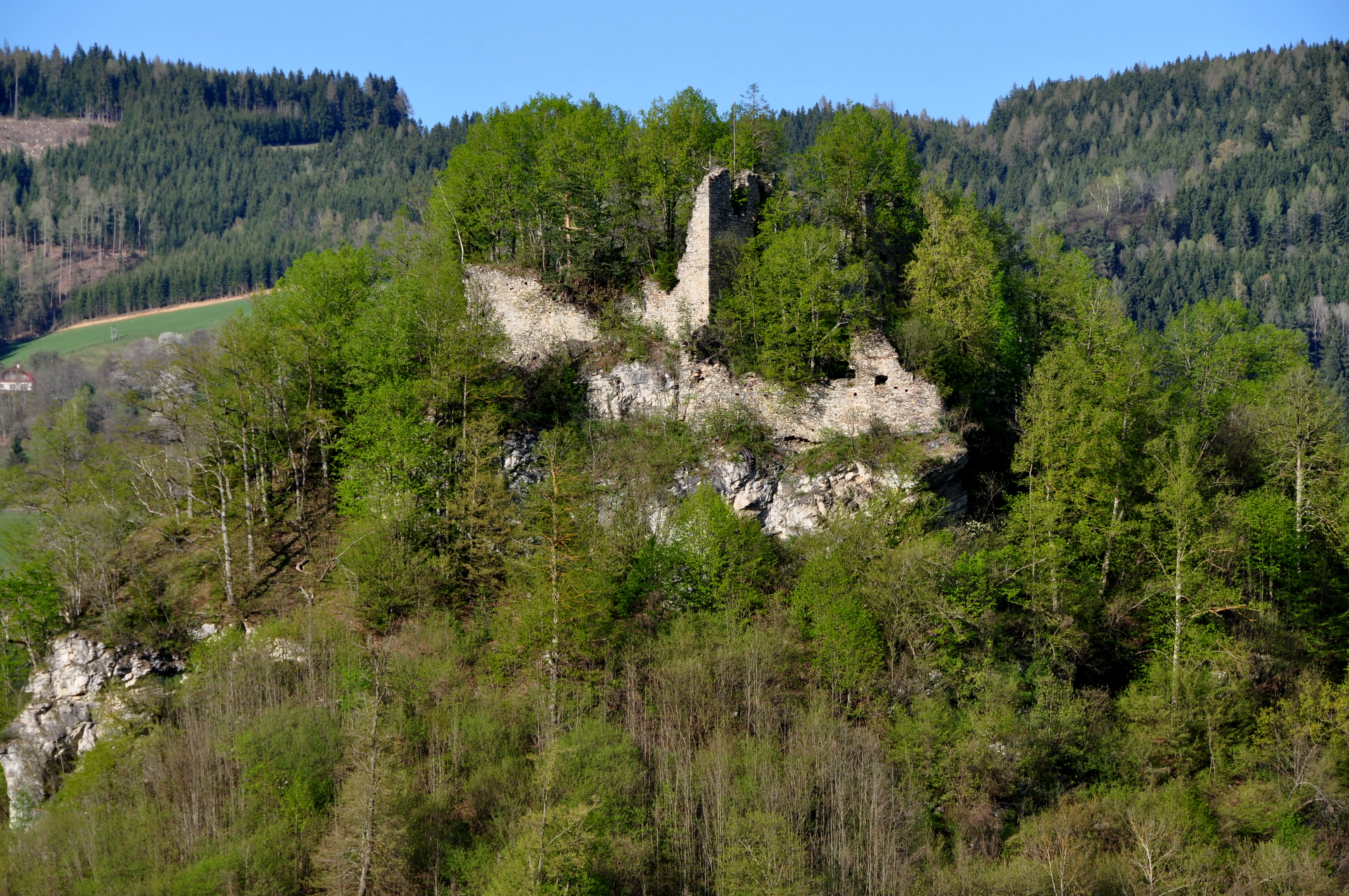
Rovine del primitivo castello di Mittertrixen risalente all'XI secolo

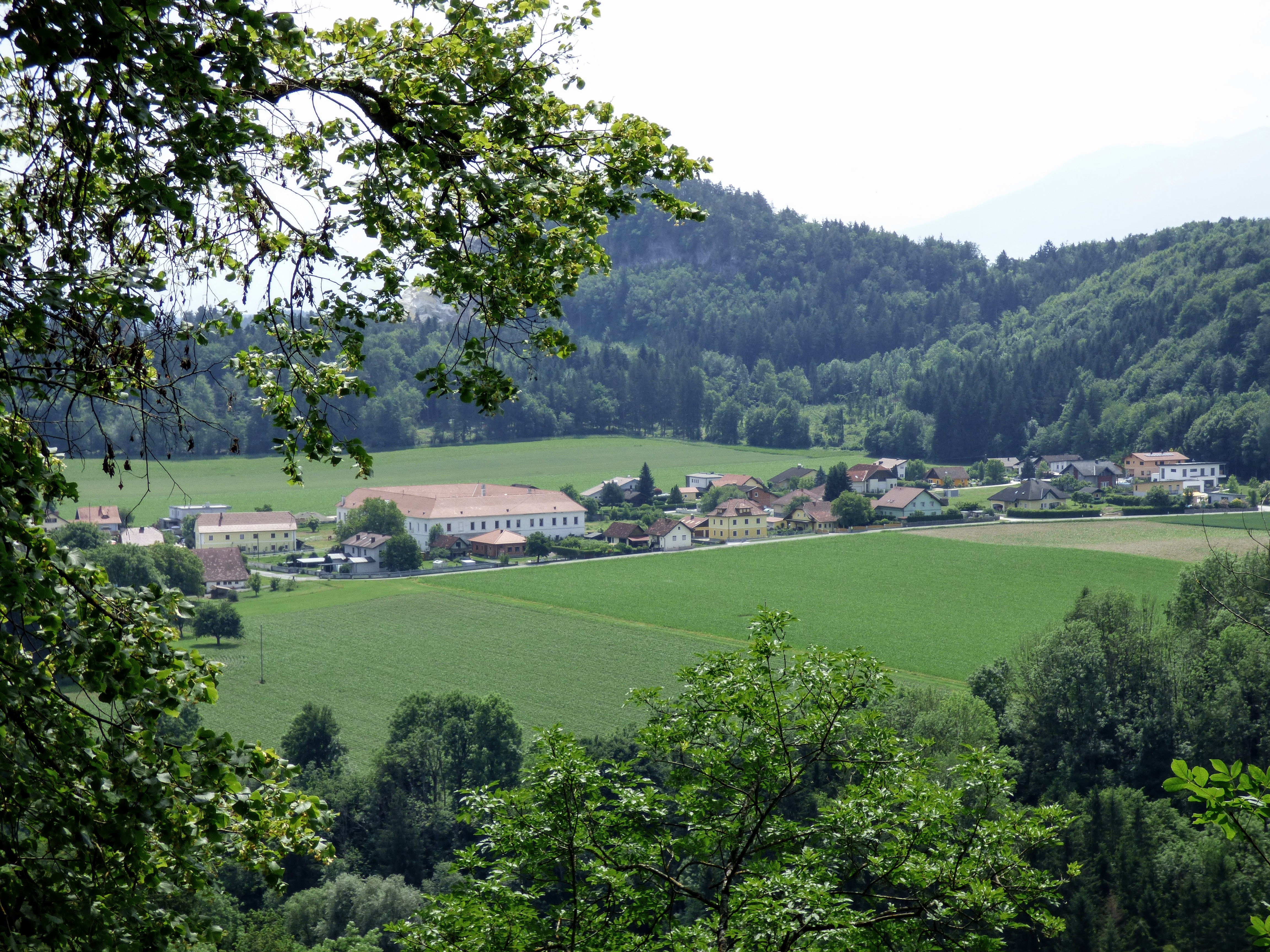
Il castello di Mittertrixen nell'omonima frazione di Völkermarkt circondato dai rilievi collinari

La prima testimonianza scritta sul sito di Mittertrixen risale al XIV secolo, e a quel tempo i signori e probabili primi padroni del territorio si erano ormai estinti. Fu poi dominio feudale dell'antica abbazia di Gurk e nel XV risultò tra i beni della famiglia von Hengsbach. All'inizio del XVI secolo venne probabilmente eretta la prima parte della struttura originale, ai piedi del colle dell'antico castello. Dopo la morte di Siegmund von Hengspach fu venduta a Siegmund von Spangenstein. Poi i proprietari cambiarono spesso finché 1742 il castello passò al conte Johann Moritz Christallnigg. È probabile che sia stato il suo successore, il conte Leopold Christalnigg, a decidere dell'ampliamento della primitiva fattoria, tra il 1769 e il 1770. Intanto la struttura fortificata sulla collina era stata lasciata cadere in rovina avendo perduto le necessità strategiche ed essendo poco pratica dal punto di vista residenziale, sostituita dal castello più in basso, maggiormente adattabile alle moderne esigenze di comfort abitativo. Gli ampi spazi della struttura hanno permesso, nel XIX secolo, il suo utilizzo come caserma di cavalleria. Nel 1914 è stato abbandonato per vari anni e successivamente fu utilizzato per scopi agricoli e suddiviso in appartamenti in affitto. Un anno dopo l'Anschluss, nel 1939, la famiglia Christallnigg, proprietaria del castello, fu espropriata dal governo nazionalsocialista e la struttura incamerata dallo Stato. Diversi anni dopo la fine della seconda guerra mondiale, nel 1949, il castello fu restituito alla famiglia Christallnigg che tuttavia lo mantenne solo per tre anni e poi lo mise in vendita, lasciandolo quasi andare in rovina. È stato ristrutturato e dopo essere servito per un certo periodo come maneggio western è di nuovo vuoto ed è in attesa di utilizzo.

## Descrizione

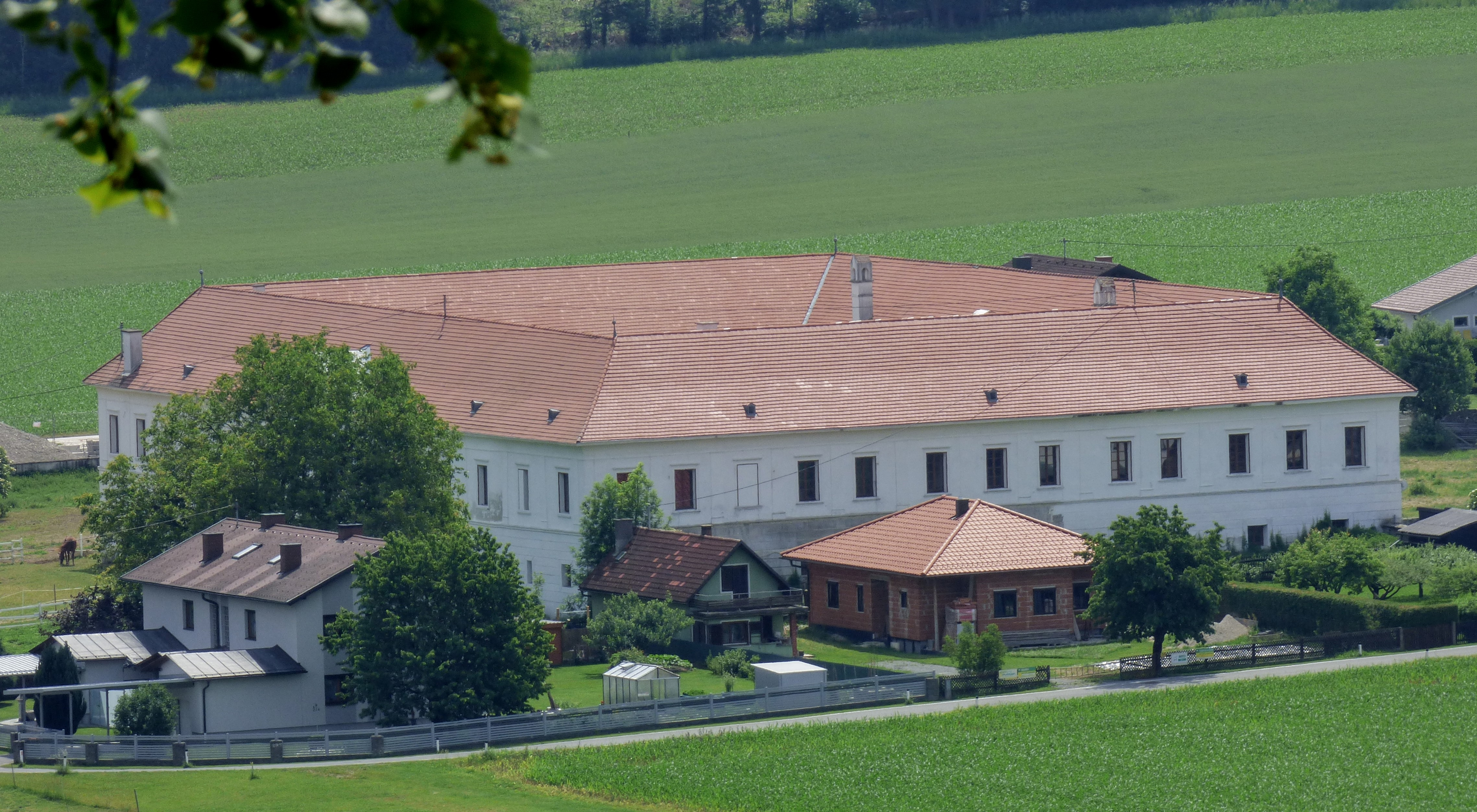
Il castello di Mittertrixen nell'insieme della sua struttura

Il castello si trova a Mittertrixen, località del comune austriaco di Völkermarkt, Distretto di Völkermarkt nel Land della Carinzia. 
La struttura in stile tardo barocco è formata da quattro lunghe ali a due piani che racchiudono l'ampio cortile rettangolare. Nella parte interna rivolta al cortile, su tre facciate vi sono decorazioni con arcate a pilastrini e la facciata sud al piano superiore è divisa da portici. Nell'ala ovest sono presenti alcuni componenti del periodo tardo medievale, come ad esempio un portale ad arco di spalla. Nella parte esterna le facciate presentano scanalature in intonaco al piano terra e una scanalatura marcapiano a cordone la separa dal piano superiore. Nella facciata principale si trova il semplice cancello ad arco sormontato, in asse, dal timpano triangolare. Le coperture sono costituite da lunghi tetti a due falde. Nelle stanze del piano superiore si conservano stucchi rococò e un soffitto a cassettoni del XVI secolo oltre ad una stufa della metà del XIX secolo. L'ampio giardino del castello è circondato a sud da un muro in pietre di cava. La proprietà è privata e non è ammessa la visita.

### Bene architettonico tutelato
Il castello di Mittertrixen è stato posto sotto tutela dei monumenti da parte della Repubblica austriaca col numero 47081.